# Stockland
Stockland – wieś i civil parish w Anglii, w Devon, w dystrykcie East Devon. W 2011 civil parish liczyła 661 mieszkańców. Stockland jest wspomniana w Domesday Book (1086) jako Ertacomestcoche/Ertacomestoca.